# Det bevægelige kamera
Det bevægelige kamera er en dansk dokumentarfilm fra 1996 instrueret af Thorsten Dreijer og Thomas Dreijer.

## Handling
En filmisk fotografisk udviklingslinje fra brødrene Lumiere til Brødrene Dreijer.